# Memorial (Moonspell)
Memorial è il settimo album della band gothic metal portoghese Moonspell, è uscito il 24 aprile 2006. L'album è disponibile in tre differenti versioni: la versione standard con 11 tracce, la versione in edizione limitata digipack con una bonus track e la versione portoghese con una bonus track.

## Tracce
1. In Memoriam - 1:25
2. Finisterra - 4:08
3. Memento Mori - 4:27
4. Songs of Hearth - 1:51
5. Blood Tells! - 4:08
6. Upon The Blood Of Man - 4:55
7. At the Image of Pain - 4:21
8. Sanguine - 5:50
9. Proliferation - 2:40
10. Once It Was Ours! - 4:53
11. Mare nostrum - 1:56
12. Luna - 4:43
13. Best Forgotten - 14:08
  - Atlantic (bonus track nell'edizione limitata)
  - Phantom North (bonus track nell'edizione portoghese)

## Formazione

### Gruppo
- Fernando Ribeiro – voce
- Pedro Paixao – chitarra e tastiere
- Ricardo Amorim – chitarra e tastiere
- Mike Gaspar - batteria

### Altri musicisti
- Waldemar Sorychta - basso
- Big Boss (Root) - voce in At the Image of Pain
- Brigit Zacher - voce in Luna and Sanguine
- Raimund Gitsels - violino in In Memoriam, Memento Mori, Sanguine and Once it was Ours!